# Walerij Wachowskyj
Walerij Jewhenijowytsch Wachowskyj (ukrainisch Валерій Євгенійович Ваховський; * 3. Januar 2003), auch bekannt unter dem Nickname b1t, ist ein ukrainischer E-Sportler in der Disziplin Counter-Strike: Global Offensive. Er spielt derzeit für das Team Natus Vincere.

## Karriere
Wachowskyjs Karriere startete im Jahr 2019 in der Akademie von Natus Vincere. In dieser Zeit spielte er vor allem in Qualifikationsturnieren und in niederklassigen Turnieren. Der größte Erfolg war ein zweiter Platz in der Eden Arena: Malta Vibes - Week 5. Im Dezember 2020 wurde er erstmals im Hauptteam eingesetzt, wobei er als sechster Spieler des Teams auf einigen Karten anstelle von Egor Vasilyev eingesetzt wurde. Gleichzeitig spielte er weiterhin auch im Jugendteam. So gewann er als Ersatzspieler im Januar 2021 das Turnier BLAST Premier: Global Final 2020.
Im April 2021 ersetzte er Jegor Wassiljew dann endgültig. Danach folgten Siege bei der DreamHack Masters Spring 2021, StarLadder CIS RMR 2021, Intel Extreme Masters XVI - Cologne, ESL Pro League Season 14 und der BLAST Premier: Fall Groups 2021. Die IEM Cologne war auch zugleich sein erstes internationales LAN-Turnier. Das Major PGL Major Stockholm 2021, welches zugleich sein erstes Major Turnier war, konnte er mit seinem Team mit einem 2:0-Sieg gegen G2 Esports gewinnen. Darauf folgten weitere Siege im BLAST Premier: Fall Finals 2021 und im BLAST Premier: World Final 2021. Durch diese Erfolge konnte er die dritte Ausgabe des Intel Grand Slams gewinnen. Dank seiner guten Einzelleistungen wurde er außerdem als neuntbester Spieler des Jahres von der Seite HLTV ausgezeichnet. Des Weiteren wurde er in der Kategorie bester Esport PC Rookie von den Esports Awards ausgezeichnet.
2022 gewann Wachowskyj das Blast Premier: Spring Finals 2022. Zudem erzielte er im PGL Major Antwerp 2022 und in der IEM Cologne 2022 den zweiten Rang. Überdies erreichte er in der IEM Katowice 2022 das Halbfinale. Für seine Einzelleistungen wurde er als 16. erneut in die Liste der zwanzig besten Spieler des Jahres von HLTV gewählt.
Im Jahr 2022 belegte er den sechzehnten Platz in der Liste der besten Spieler des Jahres nach der Version des Portals HLTV.
Im Juli 2024 belegte Natus Vincere den 1. Platz beim eSports World Cup 2024, wo er auch die MVP-Medaille als bester Spieler des Portalturniers erhielt HLTV.org.

## Erfolge und Auszeichnungen
(Quelle: )
| Jahr | Platz | Turnier                           | Das Team      | Austragungsort | Preisgeld (USD) | Prämie      |
| 2020 | 4     | BLAST Premier: Fall 2020          | Natus Vincere | Online         | 25 000          |             |
| 2021 | 1     | BLAST Premier Global Final 2020   | Natus Vincere | Online         | 600 000         |             |
| 2021 | 1     | DreamHack Masters Spring 2021     | Natus Vincere | Online         | 100 000         |             |
| 2021 | 1     | StarLadder CIS RMR 2021           | Natus Vincere | Online         | 40 000          | EVP         |
| 2021 | 1     | IEM Cologne 2021                  | Natus Vincere | Köln           | 400 000         | EVP         |
| 2021 | 1     | ESL Pro League Season 14          | Natus Vincere | Online         | 195 000         |             |
| 2021 |       | Intel Grand Slam season III       | Natus Vincere | 1 000 000 $    | 1 000 000 $     | 1 000 000 $ |
| 2021 | 2     | IEM Fall 2021 CIS                 | Natus Vincere | Online         | 12 000          | EVP         |
| 2021 | 1     | PGL Major Stockholm 2021          | Natus Vincere | Stockholm      | 1 000 000       | EVP         |
| 2021 | 1     | BLAST Premier Fall Final 2021     | Natus Vincere | Kopenhagen     | 225 000         | EVP         |
| 2021 | 1     | BLAST Premier World Final 2021    | Natus Vincere | Kopenhagen     | 500 000         | EVP         |
| 2022 | 3     | IEM Katowice 2022                 | Natus Vincere | Kattowitz      | 80 000          |             |
| 2022 | 2     | PGL Major Antwerp 2022            | Natus Vincere | Antwerpen      | 150 000         | EVP         |
| 2022 | 1     | BLAST Premier Spring Final 2022   | Natus Vincere | Lissabon       | 200 000         | EVP         |
| 2022 | 2     | IEM Cologne 2022                  | Natus Vincere | Köln           | 180 000         | EVP         |
| 2022 | 5–8   | IEM Rio Major 2022                | Natus Vincere | Rio de Janeiro | 45 000          |             |
| 2023 | 3     | IEM Katowice 2023                 | Natus Vincere | Kattowitz      | 80 000          |             |
| 2023 | 3     | ESL Pro League Season 17          | Natus Vincere | St. Julians    | 50 000          |             |
| 2023 | 3     | IEM Rio 2023                      | Natus Vincere | Rio de Janeiro | 20 000          |             |
| 2023 | 9–12  | Blast Paris Major 2023            | Natus Vincere | Paris          | 20 000          |             |
| 2023 | 2     | ESL Pro League Season 18          | Natus Vincere | St. Julians    | 90 000          |             |
| 2023 | 3     | BLAST Premier: World Final 2023   | Natus Vincere | Abu Dhabi      | 85 000          |             |
| 2024 | 1     | PGL CS2 Major Copenhagen 2024     | Natus Vincere | Kopenhagen     | 500 000         |             |
| 2024 | 2     | BLAST Premier: Spring Final 2024  | Natus Vincere | Лондон         | 85 000          |             |
| 2024 | 1     | Esports World Cup 2024            | Natus Vincere | Riad           | 400 000         | MVP         |
| 2024 | 2     | IEM Cologne 2024                  | Natus Vincere | Köln           | 180 000         | EVP         |
| 2024 | 1     | ESL Pro League Season 20          | Natus Vincere | St. Julians    | 170 000         | EVP         |
| 2024 | 2     | BLAST Premier: Fall Final 2024    | Natus Vincere | Kopenhagen     | 85 000          |             |
| 2024 | 1     | IEM Rio 2024                      | Natus Vincere | Rio de Janeiro | 100 000         | EVP         |
| 2025 | 3–4   | BLAST Bounty 2025 Season 1 Finals | Natus Vincere | Copenhagen     | 22 500          |             |
| 2025 | 3–4   | IEM Katowice 2025                 | Natus Vincere | Kattowitz      | 80 000          | EVP         |
| ---- | ----- | --------------------------------- | ------------- | -------------- | --------------- | ----------- |